# Pedro de Vandelvira
Pedro de Vandelvira (eller Valdelvira), född i slutet av 1400-talet i Alcaraz, död 1565 i Italien, var en spansk skulptör och arkitekt. Han var far till Andrés de Vandelvira.   
Vandelvira studerade Michelangelos verk och byggde Vår Frälsares kyrka i Úbeda. Vidare tillskrivs honom portalen till en dominikankyrka, stadshus i Sevilla, stadsfängelset och tre portar i Baeza, varjämte han utförde ritningar till katedralen i Jaén — en storartad treskeppig renässansbyggnad. Han började själv utföra sakristian.